# Robbie Robertson (álbum)
Robbie Robertson es el álbum debut del músico canadiense Robbie Robertson tras la disolución de su anterior grupo, The Band, publicado por Geffen Records en 1987.
El álbum incluye colaboraciones de Peter Gabriel y miembros de U2, que trabajaron con Lanois durante la época en las grabaciones de So y The Joshua Tree respectivamente. Bono contribuyó a los coros en las canciones «Sweet Fire of Love» y «Testimony», mientras que Gabriel participó en la grabación de «Fallen Angel», dedicada por Robertson a su antiguo compañero en The Band, Richard Manuel, que falleció un año antes. 
Robertson ganó el premio Juno al mejor álbum del año en 1988, mientras que el productor Daniel Lanois se alzó con el premio al productor del año en la misma gala por su trabajo en el álbum.

## Historia
La canción «Broken Arrow» fue versionada por Rod Stewart en su álbum de 1991 Vagabond Heart, que alcanzó el puesto 20 en la lista Billboard Hot 100 y el 3 en la lista Billboard Adult Contemporary. La banda Grateful Dead también comenzó a versionar la canción en directo a partir de 1992, con el bajista Phil Lesh como voz principal. 
La letra de «American Roulette» relata la historia de tres iconos americanos que alcanzan la fama y las consecuencias personales a posteriori. Aunque la canción no menciona sus nombres y los describe en términos idealísticos en lugar de usando una forma biográfica, la primera estrofa relata la historia de James Dean, la segunda estrofa usa la vida de Elvis Presley, y la tercera coincide con la de Marilyn Monroe.
En relación con la canción «Somewhere Down the Crazy River», Lanois comentó: «Robertson estaba describiendo lo que fue llegar a Arkansas con Levon Helm en su viejo vecindario. Me hablaba sobre las noches sofocantes y cómo pescaban con dinamita, y estaba preguntando por direcciones a algún lado abajo del río loco. Le fui presentado con un instrumento de juguete que me dio Brian Eno llamado el Suzuki Omnichord, como una autoarpa eléctrica. Robertson encontró una secuencia de acordes dulce y maravillosa. Y mientras él estaba desarrollando la secuencia, le grabé y superpuse su historia, que grabé en secreto sin que se enterase. Ese fue el nacimiento de «Somewhere Down the Crazy River». Es como una especie de tío con voz profunda hablándote sobre noches en Arkansas». La canción, publicada como sencillo, alcanzó el puesto 15 en la lista británica de éxitos. Su siguiente sencillo, «Fallen Angel», solo alcanzó el puesto 95.
La canción «Fallen Angel», dedicada a su compañero en The Band Richard Manuel tras su fallecimiento por suicidio en 1986, fue grabada con Peter Gabriel. 

## Lista de canciones
Todas las canciones compuestas por Robbie Robertson excepto donde se anota.
1. "Fallen Angel" (Robertson, Martin Page) – 5:52
2. "Showdown at Big Sky" – 4:43
3. "Broken Arrow" – 5:17
4. "Sweet Fire of Love" (Robertson, U2) – 5:08
5. "American Roulette" – 4:46
6. "Somewhere Down the Crazy River" (Robertson, Martin Page) – 4:44
7. "Hell's Half Acre" – 3:45
8. "Sonny Got Caught in the Moonlight" – 3:45
9. "Testimony" – 4:45

## Personal
- Robbie Robertson – voz, coros, guitarra y teclados
- Manu Katché – batería en temas 1, 2, 6, 7 y 8, y percusión en temas 1 7 y 8.
- Bill Dillon – guitarras en los temas 1, 2, 5, 6, 7, 8 y 9, y coros en el tema 2.
- Tony Levin – chapman Stick en temas 5 y 7, y bajo en los temas 6 y 8.
- Daniel Lanois – percusión en los temas 2, 3, 4 y 8, coros en los temas 2, 3 y 4, omnichord en el tema 5, y guitarra en los temas 5 y 8.
- Tinker Barfield – bajo en los temas 1 y 5
- Martin Page – batería en el tema 1
- Garth Hudson – teclados en los temas 1 y 5
- Peter Gabriel – teclados en los temaz 1 y 3, voz en el tema 1, y batería en el tema 3
- Larry Klein – bajo en el tema 2
- BoDeans (Sam Llanas, Kurt Neumann) – coros en los temas 2 y 5
- Terry Bozzio – batería en los temas 3 y 5
- Abraham Laboriel – bajo en el tema 3
- Larry Mullen Jr. – batería en los temas 4 y 9
- Adam Clayton – bajo en los temas 4 y 9
- The Edge – guitarra en los temas 4 y 9
- Bono – voz y bajo en el tema 4, guitarra y coros en el tema 9
- Hans Christian – bajo en el tema 5
- Maria McKee – coros en el tema 5
- Cary Butler – coros en el tema 8
- Ivan Neville – coros en el tema 9
- Gil Evans Horn Section – sección de vientos en el tema 9
- Rick Danko - coros en el tema 8

## Listas de éxitos
| Año  | Lista           | Posición |
| ---- | --------------- | -------- |
| 1987 | Billboard 200   | 38       |
| 1987 | UK Album Charts | 38       |

| Año  | Sencillo                         | Lista                            | Posición |
| ---- | -------------------------------- | -------------------------------- | -------- |
| 1987 | «Showdown at Big Sky»            | Billboard Mainstream Rock Tracks | 2        |
| 1987 | «Sweet Fire of Love»             | Billboard Mainstream Rock Tracks | 7        |
| 1988 | «Showdown at Big Sky»            | Billboard Mainstream Rock Tracks | 21       |
| 1988 | «Somewhere Down the Crazy River» | Billboard Mainstream Rock Tracks | 24       |
| 1988 | «Somewhere Down the Crazy River» | UK Singles Charts                | 15       |